# Cầu Koror–Babeldaob

Bản đồ cầu Koror-Babeldaob

Cầu Koror–Babeldaob là cây cầu dây văng ở Palau nối liền đảo Koror và Babeldaob. Đây là một công trình bê tông cốt thép, với tổng chiều dài 413 m. Cây cầu được xây dựng bởi Tập đoàn Kajima của Nhật Bản vào năm 2002, để thay thế cây cầu cũ, bị sập do Công ty Xây dựng Socio của Hàn Quốc xây dựng vào năm 1978 và bị sập vào năm 1996.